# Fortunio (Gautier)
Fortunio est un roman de Théophile Gautier paru d'abord sous le nom L'Eldorado en feuilleton dans le journal Le Figaro du 28 mai au 14 juillet 1837, puis en livre sous le nom de Fortunio en 1838. Il a été réédité à de nombreuses reprises depuis.

## Résumé
« Un fils de l'Orient [Fortunio] s'est fait en plein Paris un paradis de pourpre, d'or, de pierreries, de lumières, où il échappe à la civilisation, et où il est servi par des esclaves plus belles que le jour ». Ses retards et ses absences intriguent le comte George, un dandy, et Musidora, « la belle aux yeux vert de mer »…

## Éditions (liste non exhaustive)
- 1837 : L'Eldorado, publié en feuilleton dans Le Figaro du 28 mai au 14 juillet 1837
- 1838 : Fortunio, éditeur Desessart
- 1840 : Fortunio, éditeur Delloye[3]
- 1842 : Fortunio ou l'Eldorado, éditeur Desessart
- 1934 : Fortunio, illustré par Paul-Émile Bécat, éditeur Georges Briffaut.  Fortunio a été également illustré par Gerda Wegener[4],[5] dans les années 1920. Plus récemment il a été édité en livre de poche, notamment par Gallimard (Folio Classique[6]) et par Garnier (Classique Garnier).
- 1956 : Fortunio ou l'Eldorado, illustré par Paul-Émile Bécat, éditions Germaine Raoult.